# ハリス・サヴィデス
ハリス・サヴィデス（Harris Savides、1957年9月28日 - 2012年10月9日）は、アメリカ合衆国の撮影監督である。ガス・ヴァン・サントやデヴィッド・フィンチャーとの仕事で知られる。

## 経歴
1957年9月28日、マンハッタンに生まれる。ブロンクス区で育った。スクール・オブ・ビジュアル・アーツを卒業した。
ファッションの写真家としてキャリアをスタートさせた。フィオナ・アップル「クリミナル」、ナイン・インチ・ネイルズ「クローサー」、マドンナ「ベッドタイム・ストーリー」など、マーク・ロマネク監督のミュージック・ビデオで撮影を手がけた。その後、デヴィッド・フィンチャー監督の『ゲーム』（1997年）と『ゾディアック』（2007年）などの映画作品で撮影を手がけた。2000年の『小説家を見つけたら』から2011年の『永遠の僕たち』まで、ガス・ヴァン・サントの6本の監督映画でも撮影を手がけている。
2012年10月9日、脳腫瘍により死去。55歳没。

## フィルモグラフィー

### 映画
- 湖畔の欲望 Lake Consequence （1993年）
- ヘブンズ・プリズナー Heaven's Prisoners （1996年）
- ゲーム The Game （1997年）
- 天井桟敷のみだらな人々 Illuminata （1998年）
- 小説家を見つけたら Finding Forrester （2000年）
- 裏切り者 The Yards （2000年）
- GERRY ジェリー Gerry （2002年）
- エレファント Elephant （2003年）
- 記憶の棘 Birth （2004年）
- ラストデイズ Last Days （2005年）
- ゾディアック Zodiac （2007年）
- マーゴット・ウェディング Margot at the Wedding （2007年）
- アメリカン・ギャングスター American Gangster （2007年）
- ミルク Milk （2008年）
- 人生万歳! Whatever Works （2009年）
- ベン・スティラー 人生は最悪だ! Greenberg （2010年）
- SOMEWHERE Somewhere （2010年）
- 永遠の僕たち Restless （2011年）
- ブリングリング The Bling Ring （2013年）

## 受賞
- 1993年 - MTV Video Music Awards - 最優秀撮影賞（マドンナ「レイン」）[8]
- 1994年 - MTV Video Music Awards - 最優秀撮影賞（R.E.M.「エヴリバディ・ハーツ」)[9]
- 2003年 - 第69回ニューヨーク映画批評家協会賞 - 最優秀撮影賞（『GERRY ジェリー』『エレファント』）[10]